# Munidopsis orcina
Munidopsis orcina is een tienpotigensoort uit de familie van de Munidopsidae. De wetenschappelijke naam van de soort is voor het eerst geldig gepubliceerd in 1901 door McArdle.